# WR 124
WR 124 (Merrill’s Star, V* QR Sge, GSC 01586-00411, Sh 2-80) — звезда класса Вольфа-Райе, которая находится на расстоянии 15 тысяч световых лет от Земли в созвездии Стрела. Звезда создала вокруг себя туманность, обозначаемую M1-67. Звезда WR 124 в 20 раз тяжелее Солнца, а температура её поверхности — около 44 700 К

## Изображения
Гал.долгота 50,1980° 

Гал.широта +3.3100° 

Расстояние 10 900 св. лет